# Bartók (cratère)
Pour les articles homonymes, voir Bartok (homonymie).
Bartók est un cratère d'impact présent sur la surface de Mercure. 

## Présentation
Le cratère fut ainsi nommé par l'Union astronomique internationale en 1979 en hommage au compositeur hongrois Béla Bartók. 
Son diamètre est de 118 km. Il se situe dans le quadrangle de Michelangelo (quadrangle H-12) de Mercure. 
C'est le plus grand cratère de la période kuipérienne de la géologie mercurienne, devant le cratère Amaral. 

## Photographies

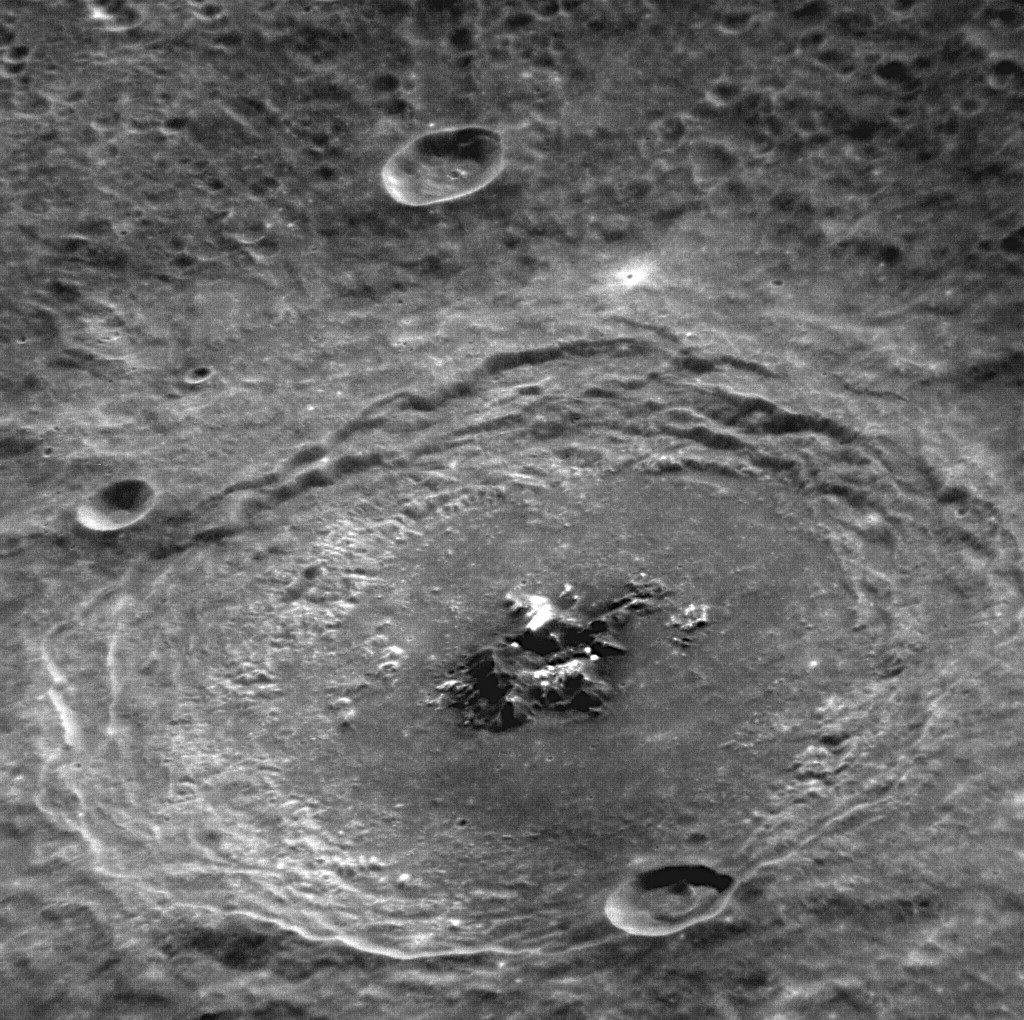
Vue oblique
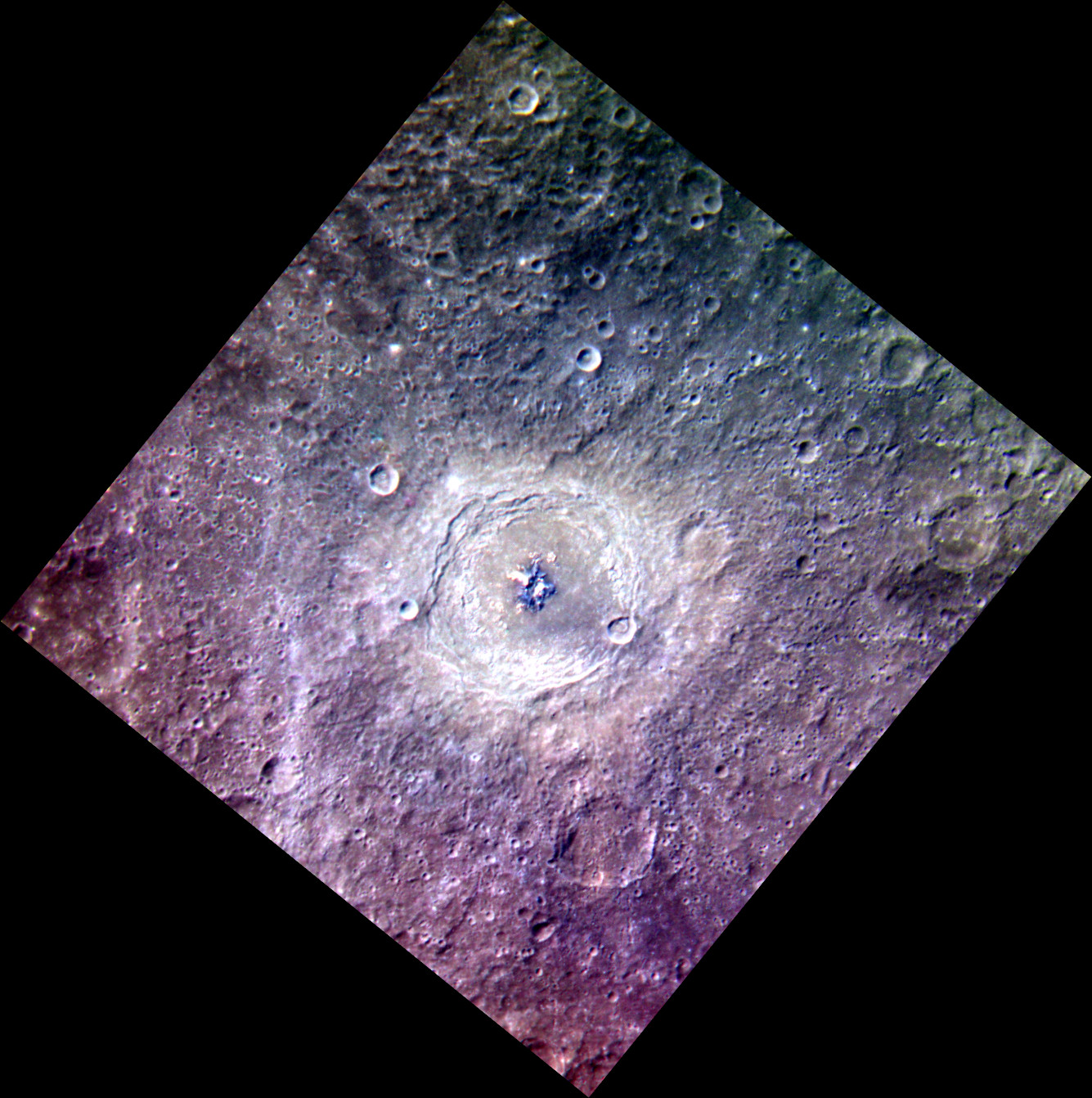
Vue colorisée